# El Sesteadero
Sesteadero è un comune (corregimiento) della Repubblica di Panama situato nel distretto di Las Tablas, provincia di Los Santos. Si estende su una superficie di 4,3 km² e conta una popolazione di 1.067 abitanti (censimento 2010).